# Little Hampden
Little Hampden – wieś w Anglii, w Buckinghamshire. Leży 11 km od miasta Aylesbury, 34,4 km od miasta Buckingham i 51,9 km od Londynu. W 1881 roku civil parish liczyła 46 mieszkańców.

## Etymologia
Źródło:.

Nazwa miejscowości na przestrzeni wieków:
- XIII w. – Hambden
- XIV w. – Parva Hamdene